# Sarrióu
Sarrióu (oficialmente y en eonaviego Sarreo) es una casería perteneciente a la parroquia de Coaña, en el concejo de Coaña, comarca de Eo-Navia, Principado de Asturias, España.